# Pleurothallis atroglossa
Pleurothallis atroglossa är en orkidéart som beskrevs av Johan Albert o Constantin Loefgren. Pleurothallis atroglossa ingår i släktet Pleurothallis och familjen orkidéer. Inga underarter finns listade i Catalogue of Life.